# Törpespicc
A törpespicc kutyafajta a spicc fajtacsoport legkisebb tagja. Törékeny alkatú, mutatós öleb, mely nem sokban hasonlít szánhúzó rokonaihoz. A felnőtt kutya mérete a 15-20 centimétert is elérheti.Tömege 1,9-3,5 kg között van, élettartama 12-16 év. Színei fehér, fekete, cser, barna stb.

## Származása
A Balti-tenger melléki német tartományban, Pomerániában alakult ki az olyan északi spiccekből, mint a szamojéd. Kezdetben átlagos külsejű volt, fehér színe és nagyobb termete különböztette meg a mai utódaitól. Nem volt különösebben sem hobbiállat, sem pedig munkakutya. Csak kisebb termetű kitenyésztése után lett népszerűbb. Időközben a fajta szőrszíne megváltozott, új színváltozatként a ma legnépszerűbb narancsos szín is megjelent. Ez a szelekciós munka a múlt században zajlott, s azóta tovább nőtt a fajta népszerűsége Európában.

## Leírása
A törpespicc tér el leginkább a többi spicc nagyságváltozattól. Egy pomerániai nem egy kicsire nőtt kis spicc. A törpespicc koponyája kissé kerekebb, mint a kisspitzé, jellegzetessége a "teddybear" arc. Fülei picik és nem olyan hegyesek, mint a kisspitzé. A szemek kissé kerekdedek. Testét dús, sűrű szőrzet fedi. Az aljszőrzet sokkal vattásabb, tömöttebb mint a többi spiccé. A farkát a fej felé mutatóan a gerincoszlop felett egyenesen tartja. Ezért a farkszőrzet úgy borul a hátára, mint egy legyező. A pomerániainak jellegzetes, enyhén pattogós járása van.
- Különböző színekben tenyésztik : narancssárga, narancssárga-fekete, krém, krém-fekete, fekete, fehér, foltos, valamint fekete és cserszín.
- Természetében ragaszkodó, családcentrikus. Nagyon gyorsan tanul, ezért kiválóan alkalmas kutyás sportokra. A tengerentúlon előszeretettel alkalmazzák terápiás kutyaként.
- Marmagassága körülbelül 20 centiméter, a szukák testsúlya 2-2,5 kg, a kanoké 3–4 kg.

Különböző színekben tenyésztik
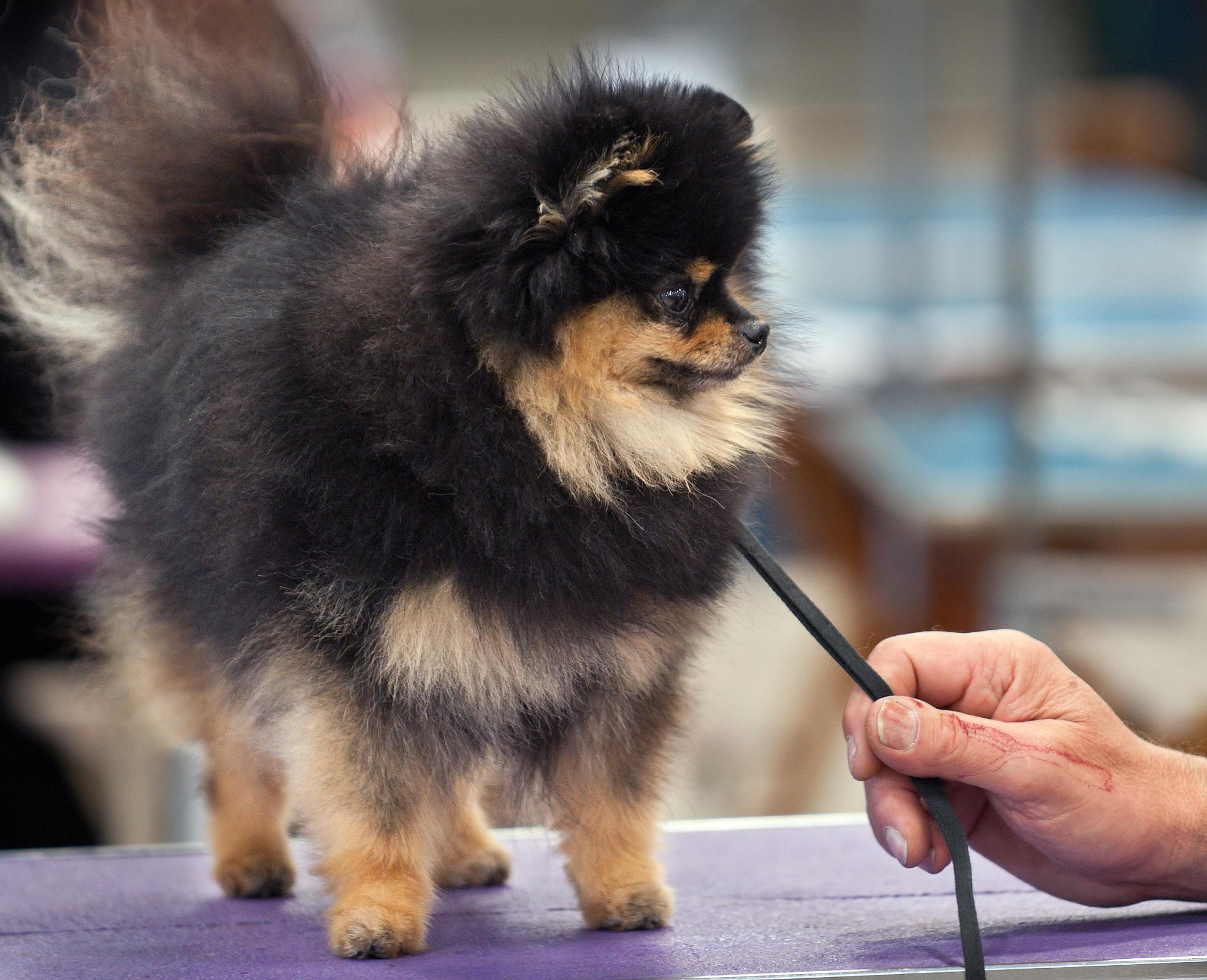
Fekete és cserszín törpespicc
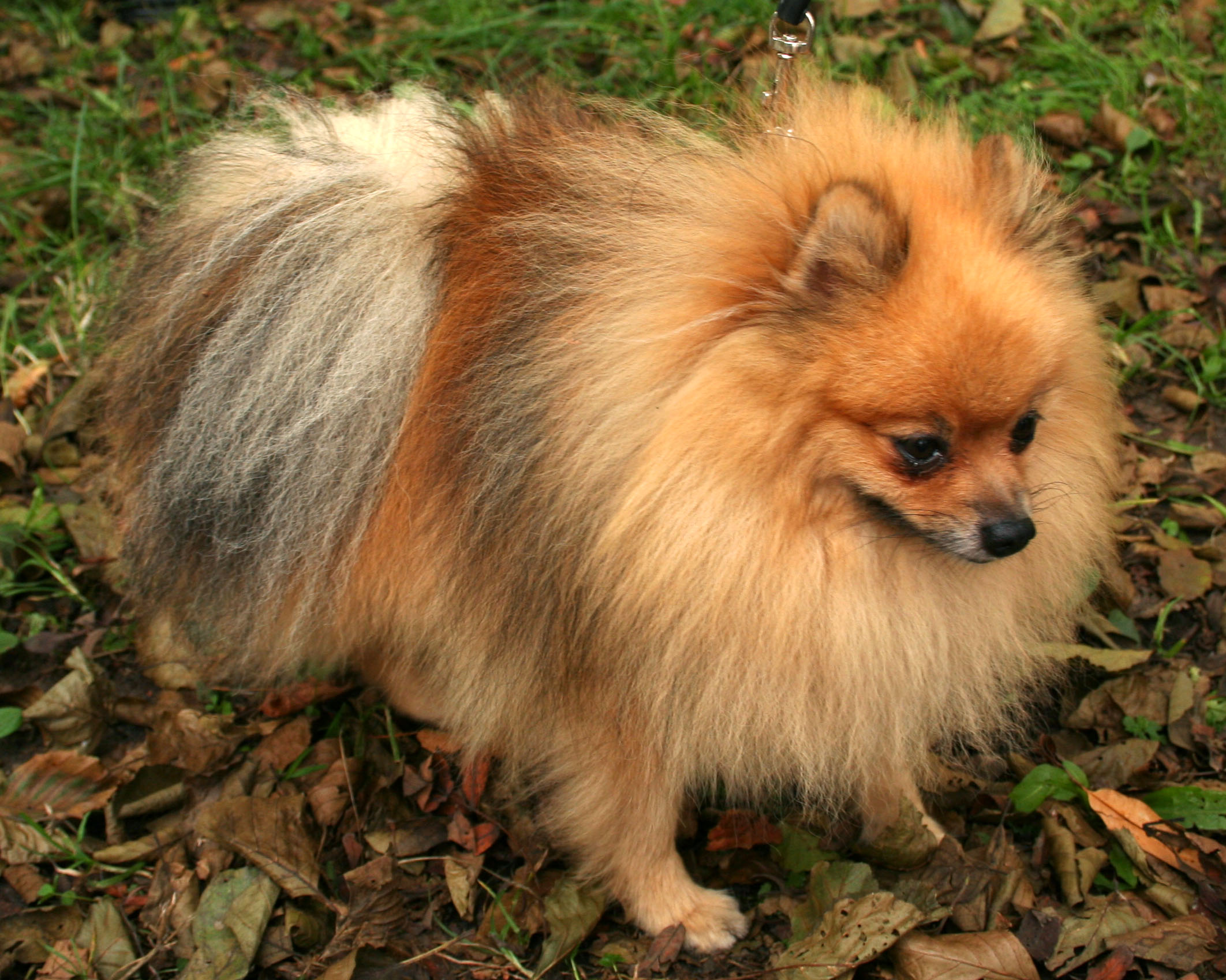
Narancssárga törpespicc
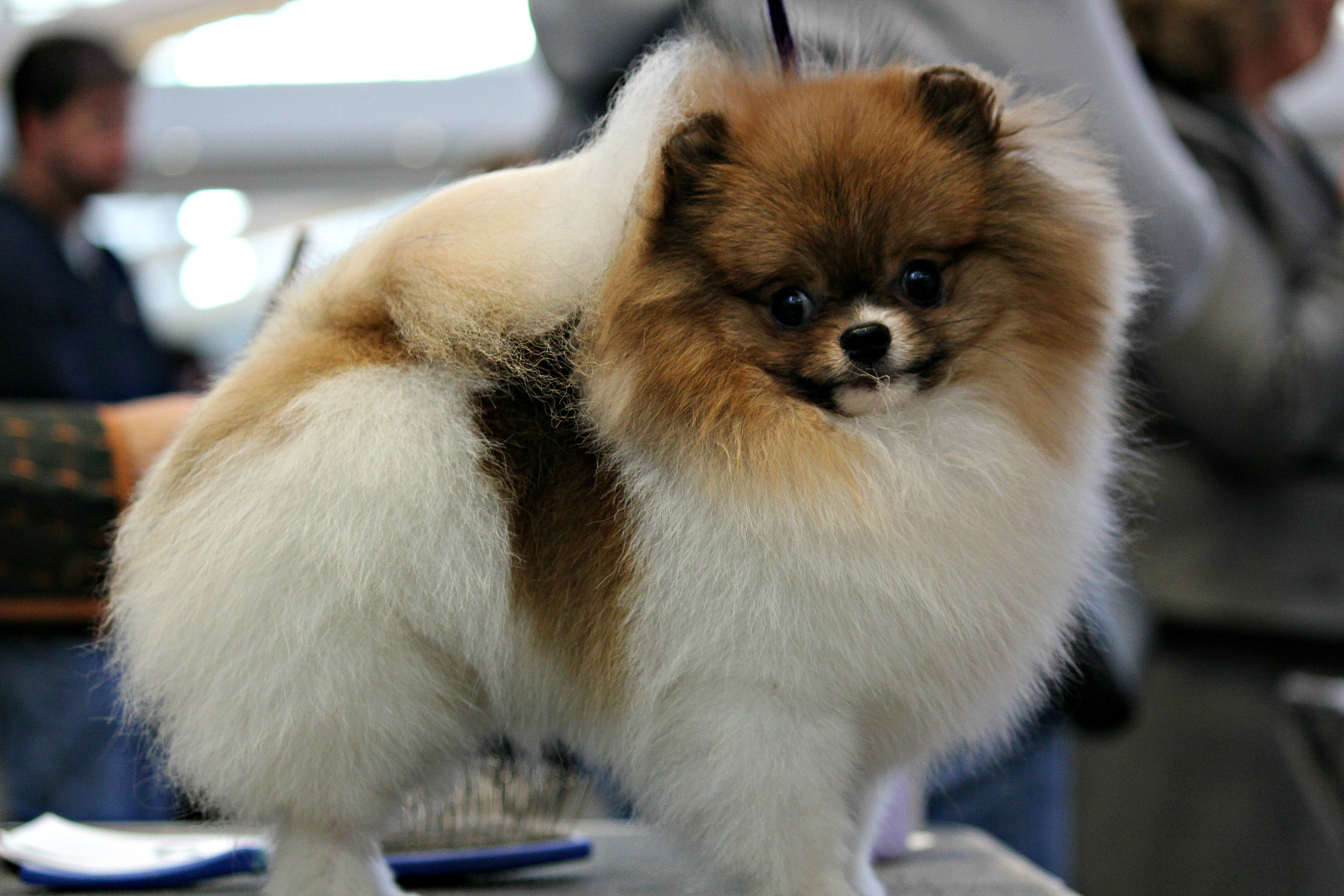
Foltos
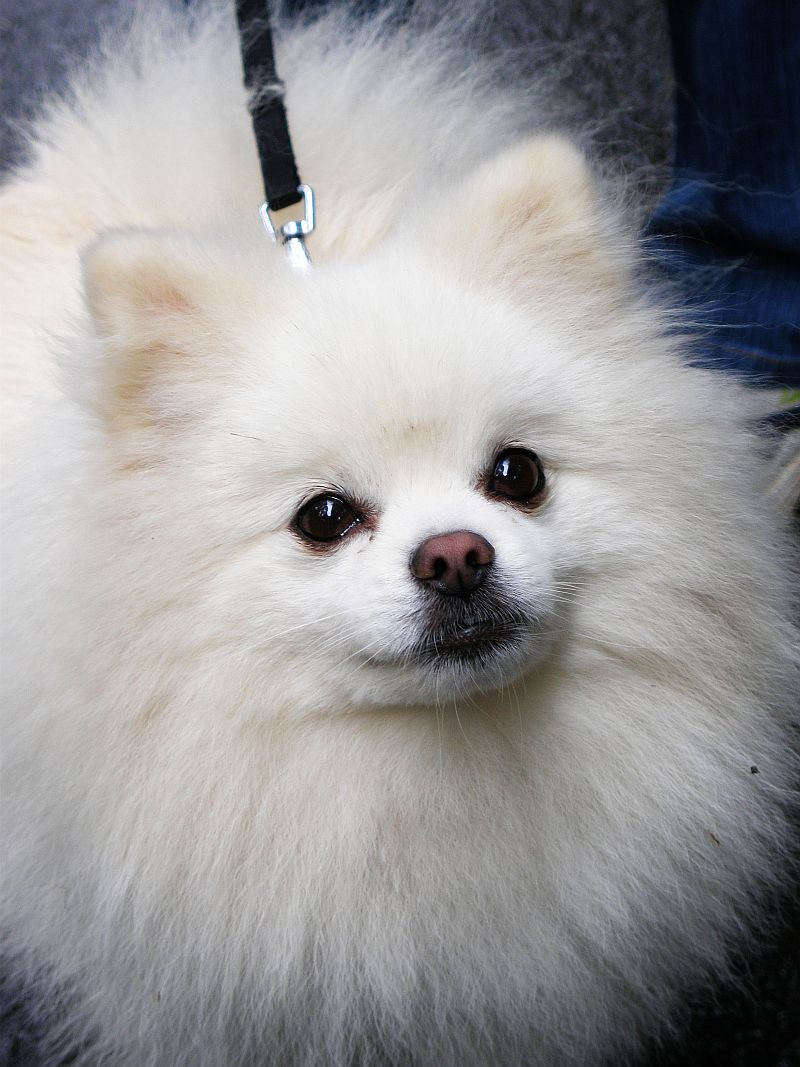
Fehér
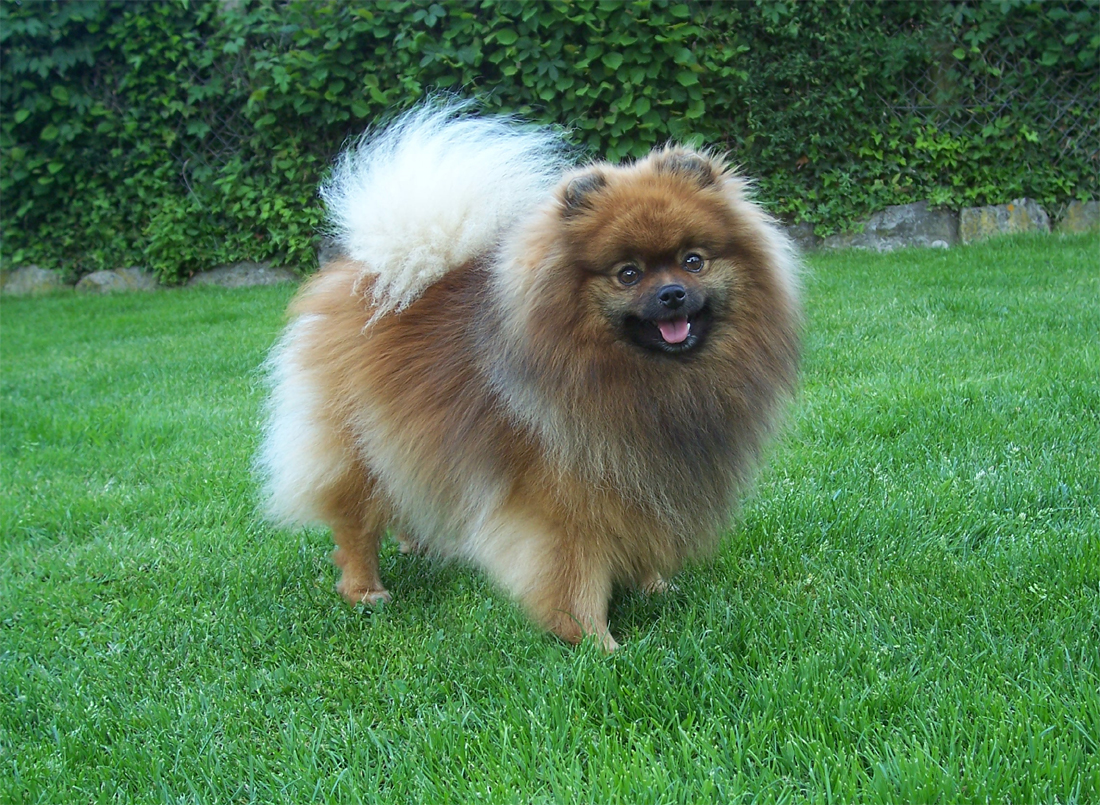
Narancssárga-fekete
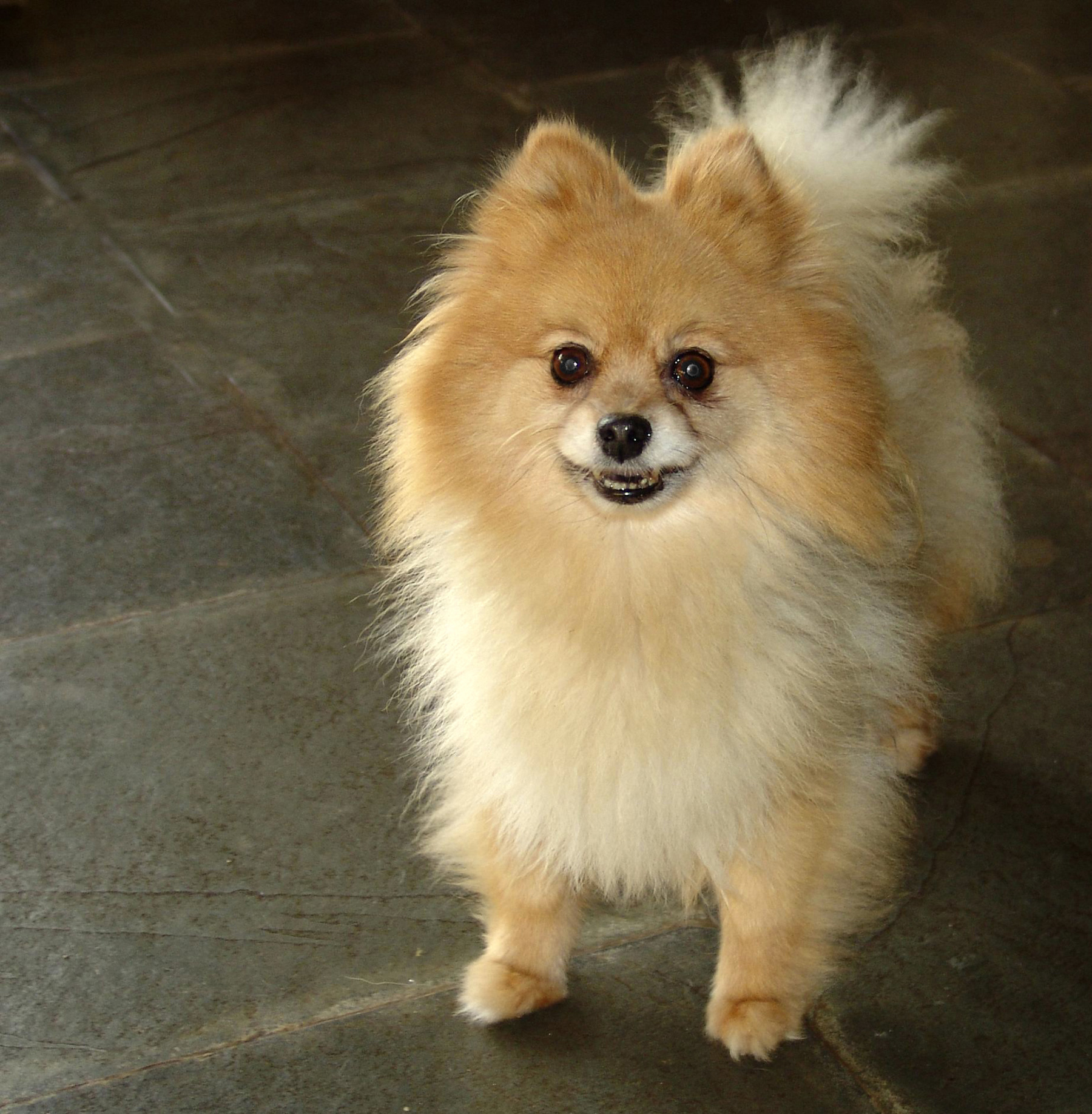
Krémszínű